# Pic du Midi de Bigorre
Pic du Midi de Bigorre, também conhecida como Pic du Midi, é uma montanha nos Pirenéus franceses. O Observatório do Pic du Midi fica localizado neste lugar. O observatório tem um telescópio de dois metros, o maior da França, e um coronógrafo, que é usado para estudar a corona solar. O Pic du Midi tem uma altitude de 2877 metros e oferece uma vista panorâmica da cadeia dos Pirenéus. É acessível por teleférico e faz parte dos Grands-Sites de Midi-Pyrénées.

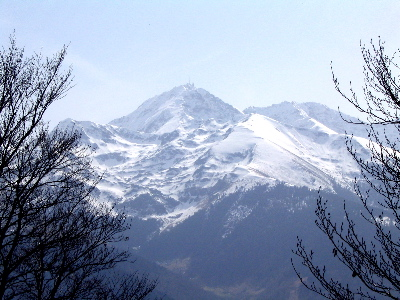
Da vila de Monné, pode-se avistar o Pic du Midi de Bigorre, uma montanha imponente nos Pirenéus.

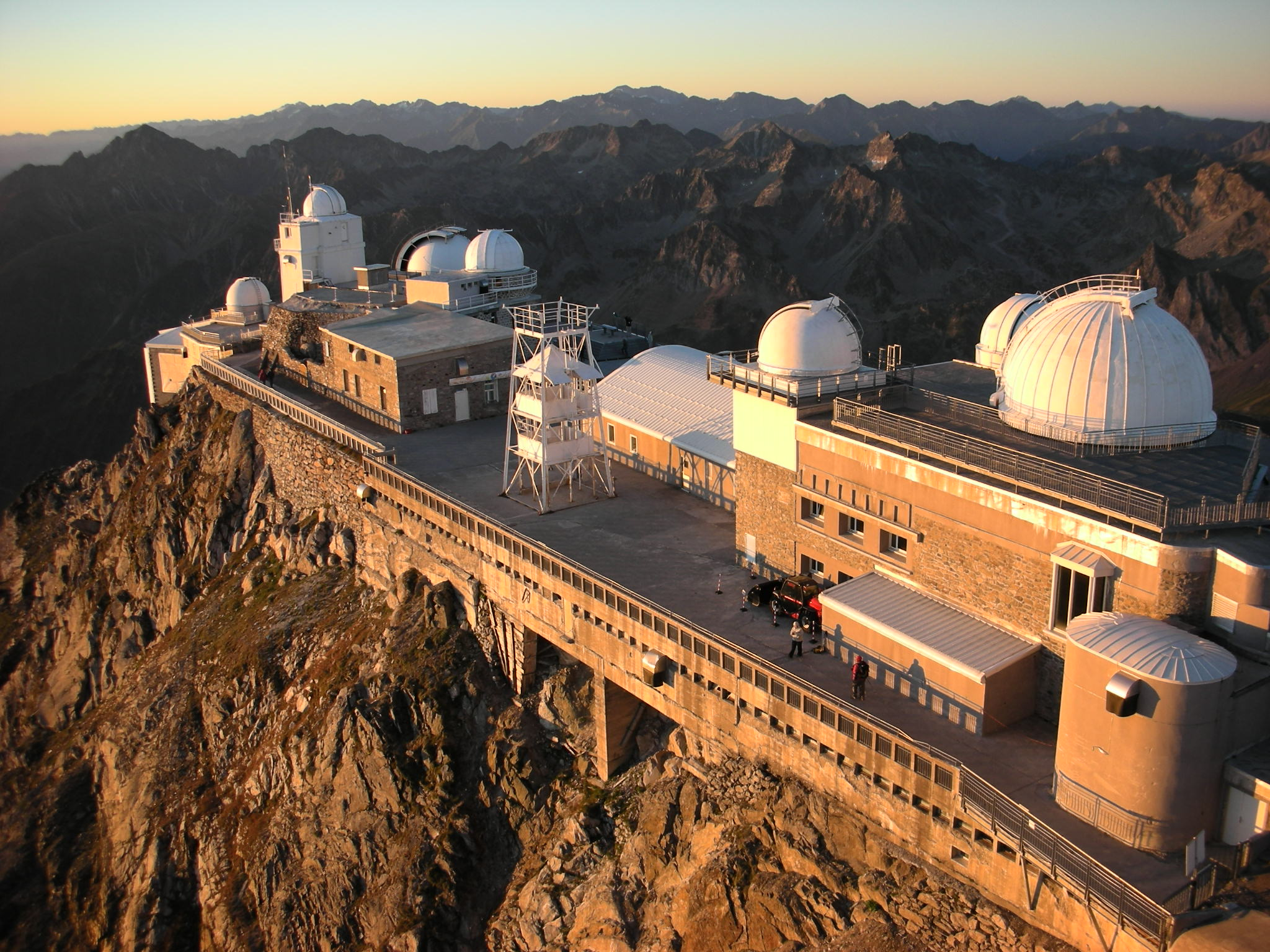
O Observatório do Pic du Midi, localizado a 2870 metros de altitude nos Pirenéus, no sul da França.